# Trichoncyboides simoni
Genre
Espèce
Synonymes
- Gongylidiellum simoni Lessert, 1904

Trichoncyboides simoni, unique représentant du genre Trichoncyboides, est une espèce d'araignées aranéomorphes de la famille des Linyphiidae.

## Distribution
Cette espèce se rencontre en Suisse, en France, en Allemagne, en Autriche, en Italie, en Tchéquie, en Slovénie, en Hongrie, en Roumanie et en Bulgarie,.

## Description
Le mâle holotype mesure 1,3 mm.
La femelle décrite par Thaler en 1973 mesure 1,1 mm et le mâle 1,1 mm.

## Systématique et taxinomie
Cette espèce a été décrite sous le protonyme Gongylidiellum simoni par Lessert en 1904. Elle est placée en synonymie avec Asthenargus placidus par Simon en 1926. Elle est relevée de synonymie et placée dans le genre Tapinocyboides par Thaler en 1973. Elle est placée dans le genre Trichoncus par Millidge en 1977 puis dans le genre Trichoncyboides par en Wunderlich, 2008.

## Étymologie
Cette espèce est nommée en l'honneur d'Eugène Simon.

## Publications originales
- Lessert, 1904 : « Observations sur les araignées du bassin du Leman et de quelques autres localites suisses. » Revue suisse de zoologie, vol. 12, p. 269-450 (texte intégral).
- Wunderlich, 2008 : « Descriptions of new taxa of European dwarf spiders (Araneae: Linyphiidae: Erigonidae). » Beiträge zur Araneologie, vol. 5, p. 685-697.